# Waldhof Hackhausen
Der Waldhof Hackhausen ist ein neobarockes Herrenhaus in der bergischen Großstadt Solingen. Es ist seit 1984 in die Liste der Baudenkmäler der Stadt Solingen eingetragen.

## Lage und Beschreibung
Der Waldhof Hackhausen befindet sich in einem vier Hektar großen Parkgrundstück:155 im Solinger Stadtteil Ohligs unmittelbar an der Stadtgrenze zu Langenfeld. Er liegt abseits städtischer Bebauung am Rande der Ortslage Krüdersheide südlich des Naturschutzgebiets Ohligser Heide. Der Klingenpfad und weitere Wanderwege führen direkt an dem Grundstück vorbei.
Das Gebäude ist ein eineinhalbgeschossiges Herrenhaus über einem klammerförmigen Grundriss. Im rechten Winkel kragen die beiden Seitenflügel vierachsig vor, die dabei einen kleinen Ehrenhof umschließen. Das Herrenhaus wird durch ein tiefes Mansarddach gedeckt. Angelehnt ist der Bau stilistisch an ein barockes Lustschloss. Der Baukörper liegt von der Straße etwa 90 Meter entfernt und ist über zwei lange Auffahrtsalleen zugänglich. Zu dem Herrenhaus gehört eine große Parkanlage, an deren Westende sich zur Straße hin zwei große Einfahrtstore, ein seitlich versetztes Kutscherhaus sowie ein Wassergraben befinden.:155

## Geschichte
Für den Waldhof Hackhausen stellte der Bauherr, der Kaufmann Eugen Berg (1882–1952), am 26. Oktober 1910 den Bauantrag. Als Architekten wurden mit dem Projekt die Saalecker Werkstätten, Rheinische Zweigniederlassung beauftragt.:155 Der ausführende Architekt, der auch Teile der Gartenanlage entwarf, war Paul Schultze-Naumburg. Dieser hatte bereits 1907 das nahe gelegene Schloss Hackhausen rekonstruiert. Die Bauarbeiten für den Waldhof Hackhausen dauerten bis zum Jahre 1912 an. Ab 1911 wurde das Gebäude durch die Dynamomaschine der Krüdersheider Ölmühle mit Strom versorgt. Der Garten wurde ab 1913 angelegt, als Vorbild dienten die Gärten bürgerlicher Wohnhäuser in England. Im Jahre 1927 wurde dort ein ovales Schwimmbad eingeweiht.
Der Bauherr Eugen Berg gehörte der Solinger Unternehmerfamilie Berg an, die als Kaufmanns- und Fabrikantenfamilie um die Wende zum 19. Jahrhundert in Ohligs zu einigem Wohlstand gekommen war. Sie betrieb eine Axt- und Hauerfabrik, deren Leitung lange Zeit der Fabrikant Richard Berg (1849–1917) innehatte. Im Jahre 1893 war das Land beiderseits des Schlosses Hackhausen in den Besitz von Richard Berg gelangt, in dem ab 1910 auch der Waldhof Hackhausen errichtet wurde. Im Jahre 1917 gab Richard Berg die Geschäftsleitung der Firma an seinen Sohn Eugen Berg ab, nach dessen Tod übernahm der Enkel Robert F. Berg das Unternehmen. Neben Eugen Berg errichteten auch die anderen beiden Firmeninhaber für sich und ihre Familien im Umfeld von Hackhausen repräsentative Herrenhäuser. Gegenüber von Schloss Hackhausen errichtete bereits um die Jahrhundertwende Richard Berg das Haus Hackhausen. Eugen Bergs Sohn Robert F. Berg war im Jahre 1949 Erbauer des repräsentativen Wohnhauses Bonner Straße 208a.:155
Der Waldhof Hackhausen befindet sich bis heute in Privatbesitz. Seit 1979 werden dort allerdings auch für die Öffentlichkeit zugängliche Ausstellungen, Hauskonzerte und Lesungen abgehalten.

## Denkmalschutz
Der Waldhof Hackhausen zählte zu den ersten Objekten, die zu Beginn der 1980er Jahre in Solingen unter Baudenkmalschutz gestellt wurden. Das Hauptgebäude des Herrenhauses wurde einschließlich des Kutscherhauses am 2. Oktober 1984 unter der laufenden Nummer 30 in die Solinger Denkmalliste eingetragen. Westlich des Gebäudes befinden sich entlang der Auffahrtsalleen außerdem 24 Rosskastanien, die als Naturdenkmäler im Landschaftsplan der Stadt Solingen unter Schutz stehen.

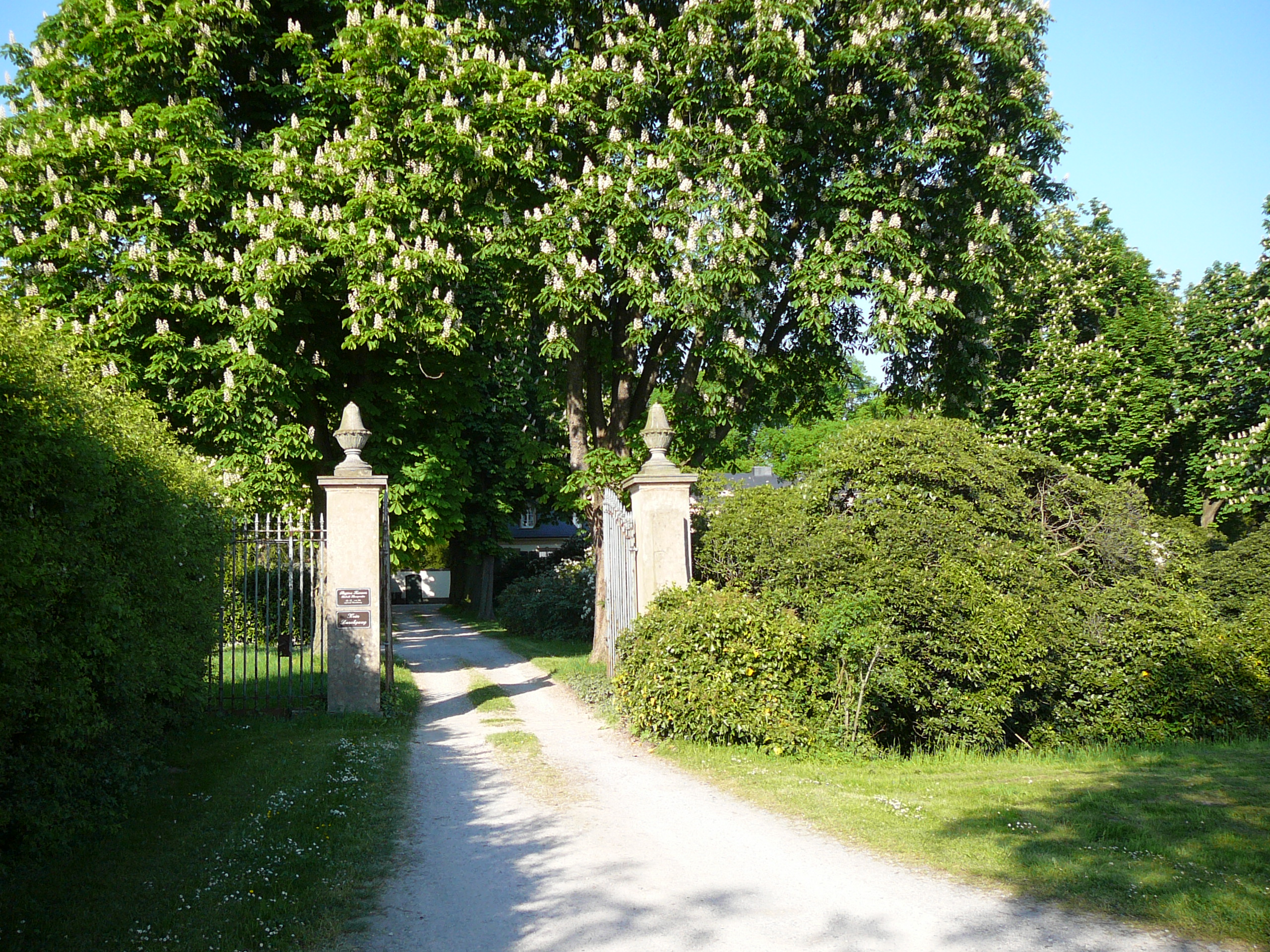
Das Einfahrtstor mit Kastanienallee
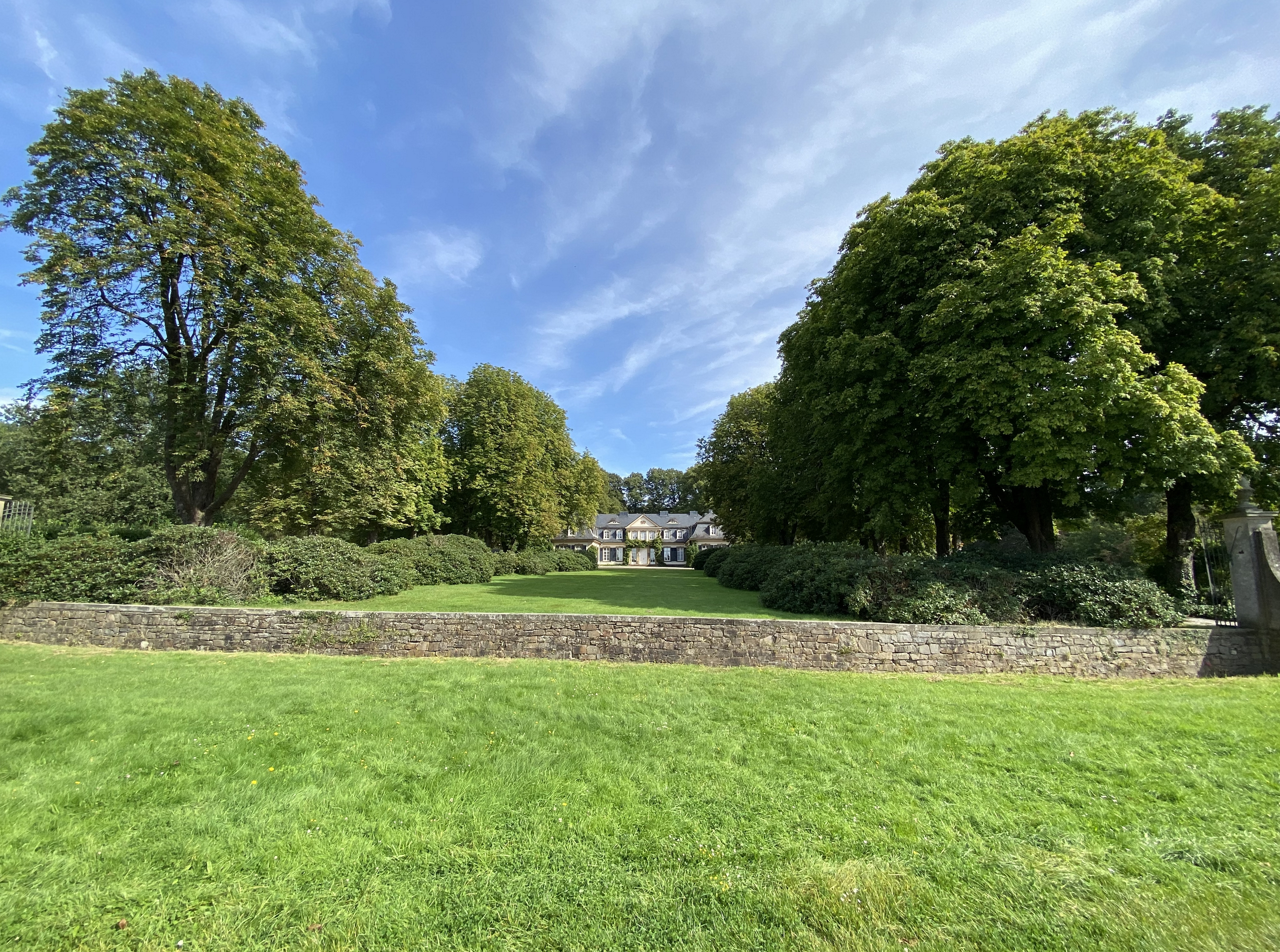
Die beiden Alleen
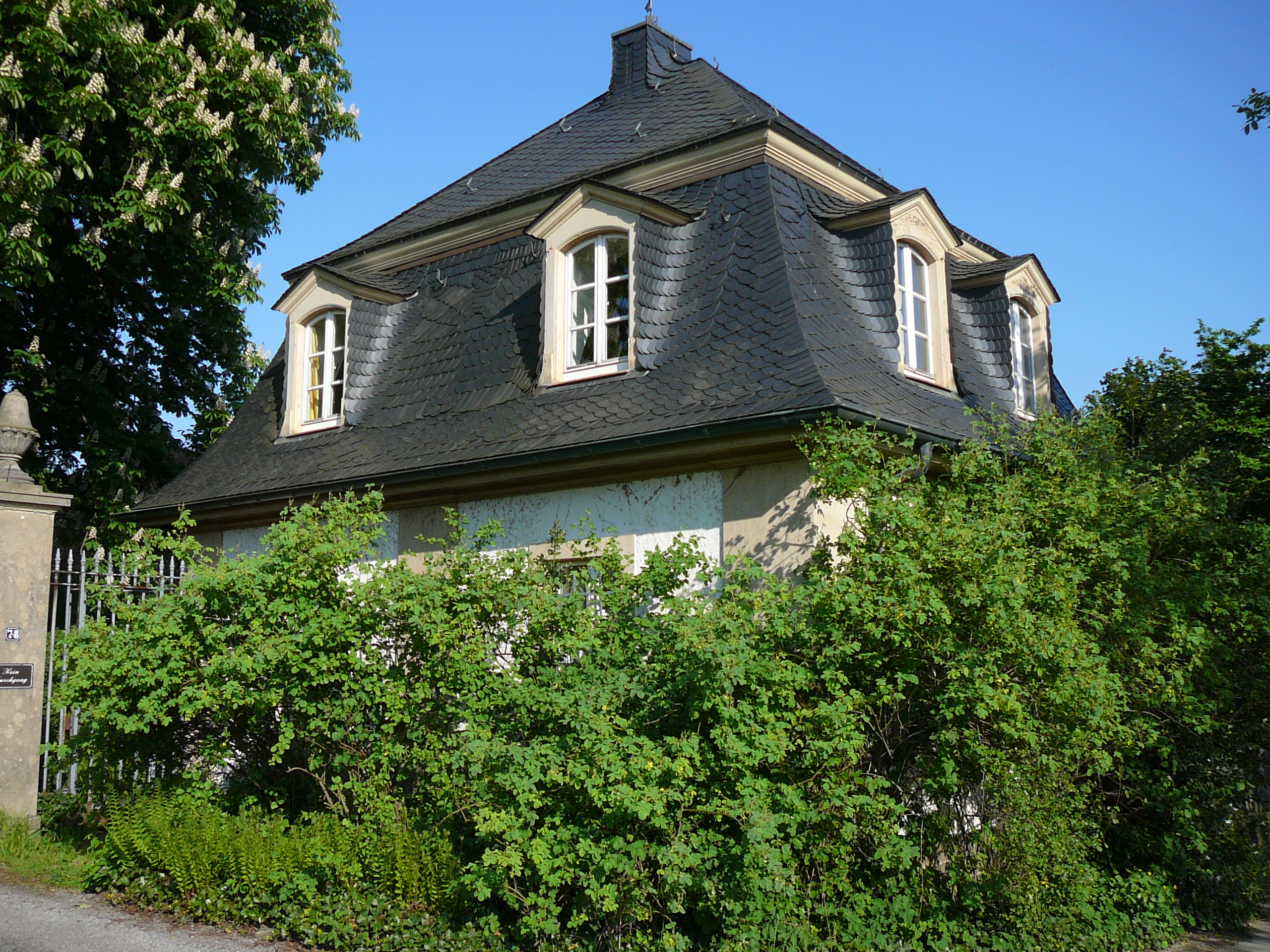
Das Kutscherhaus